# Marangunic-Gletscher
Der Marangunic-Gletscher (spanisch Glaciar Marangunic) ist ein Gletscher auf der Dundee-Insel im Archipel der westantarktischen Joinville-Inseln. Er fließt in nordwestlicher Richtung zum Active-Sund.
Chilenische Wissenschaftler benannten ihn nach dem Glaziologen Cedomir Marangunic Damianovic (* 1937), einem Teilnehmer der 26. Chilenischen Antarktisexpedition (1971–1972).